# مسجد ومدرسة جوهر اللالا
مدرسة جوهر اللالا يقع في حي الخليفة بالقرب من ميدان صلاح الدين ويجاوره عدة مساجد أثرية تتمثل في مسجد السلطان حسن ومسجد الرفاعي ومسجد المحمودية ومسجد قاني باي الرماح بالإضافة إلى مسجد محمد علي ومسجد الناصر قلاوون بقلعة صلاح الدين.

## وصفه
تعلو المئذنة الواجهة الرئيسية للمدرسة التي يبلغ ارتفاعها الكلى 10.5 متر وتتكون من ثلاثة طوابق الأول مربع الشكل يبلغ طول ضلعه 2.1 من المتر وارتفاعه 1.7 من المتر والطابق الثاني مثمن الشكل طول كل ضلع 0.85 من المتر وارتفاعه 4.60 متر، فتح فيه أربع نوافذ سدت الآن ، ويعلو الأضلاع الثمانية حنيات يعلوها عقد ذو زاوية مفصص ، ويفصل بين الطابق الأول والثاني شرفة خشبية ترتكز على أربعة صفوف من الدلايات ، ويتكون الطابق الثالث من شكل اسطوانى يرتفع حوالى 2.25متر ويفصل بينه وبين الطابق الثاني ثلاثة صفوف من الدلايات ، ثم تستدق الاسطوانة كلما ارتفعنا إلى أعلى وتتوجه كرة دائرة يعلوها هلال من النحاس ، وهذه المئذنة مجددة بشكل ردئ لا يتناسب مع جمال ودقة معمار المدرسة.